# Eremotrichoma meridionale
Eremotrichoma meridionale är en tvåvingeart som först beskrevs av Canzoneri och Vienna 1989.  Eremotrichoma meridionale ingår i släktet Eremotrichoma och familjen vattenflugor.
Artens utbredningsområde är Senegal. Inga underarter finns listade i Catalogue of Life.